# Xiula
Xiula är en katalansk (spansk) musikgrupp, aktiv inom produktion av barnmusik. Gruppen har sedan 2014 producerat sex musikalbum med en lekfull blandning av poprock och rap. Gruppens namn är samma som katalanskans ord för 'vissla'.

## Historia
Gruppen bildades i Barcelona, av två musiker och två pedagoger. Förutom de två musikpedagogerna Jan Garrido och Rikki Arjuna kompletteras Xiula av Adrià Heredia och Marc Soto, den senare även medlem av musikgruppen La Sra. Tomasa.
Xiula har under 2010-talet förnyat den katalanska barnmusiken via sånger som inspirerats av musikstilar som hiphop, reggae, katalansk rumba, dubstep och poprock. Man har velat ändra tilltalet till barnen, och ge katalansk barnmusik ett modernare språk.
2014 års debutalbum Donem-li una volta al món ('Nu sätter vi snurr på jorden') innehöll den rap-inspirerade "Verdura i peix", som nådde stor spridning även på sociala medier.
Det andra albumet kom två år senare, med titeln 5.472 M. Skivan kompletterades den här gången även av en bok.
2017 nominerades man till det katalanska musikpriset Premi ARC, för bästa barnmusiker eller -grupp. Året efter återvände man med albumet Dintríssim ('Innersta'), där titellåten handlade om en expedition in i den mänskliga kroppen.
Våren 2020 tillhörde Xiula de sydeuropeiska musiker och musikgrupper som under gällande utegångsförbud (under pågående coronaviruspandemi) producerade musik direkt för strömningstjänster och sociala medier. 17 mars presenterade man raplåten "Em quedo a casa" ('Jag stannar hemma'), under det utökade gruppnamnet Xiula i els Confinats ('Xiula och de instängda'). Låten lanserades via en musikvideo som bestod av filminslag från Xiulas följare, vänner och familjer, insamlade under ett dygns tid och med inomhusaktiviteter som bärande tema.
Under 2020 kom sedan både det nya studioalbumet Descontrol mparental och Cuarto Lagarto. Det senare innehöll en samling outgivna låtar från gruppens då åttaåriga historia.
Våren 2023 publicerades samlingsalbumet Shits. Det innehöll bland annat ovannämnda pandemilåt "Em quedo a casa" och inleddes med gruppens kanske största hit "Dintríssim". 

## Diskografi
- Donem-li una volta al món (2014)
- 5.472 M (2016, kompletterad med bok)
- Dintríssim (2018)
- Cuarto Lagarto (2020)
- Descontrol mparental (2020)
- Shits (samlingsalbum; 2023)